# Bollinger Motors

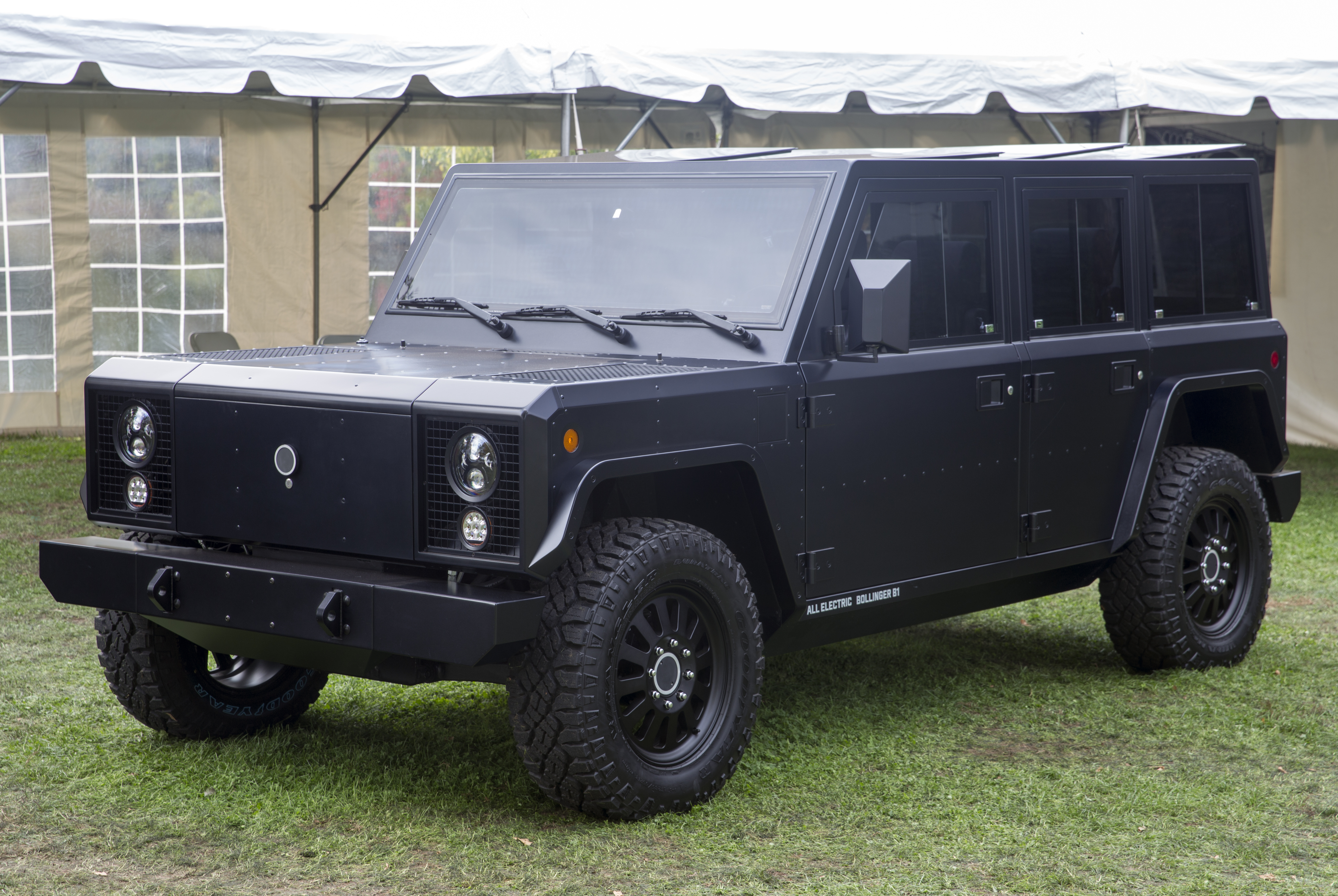
Bollinger B1

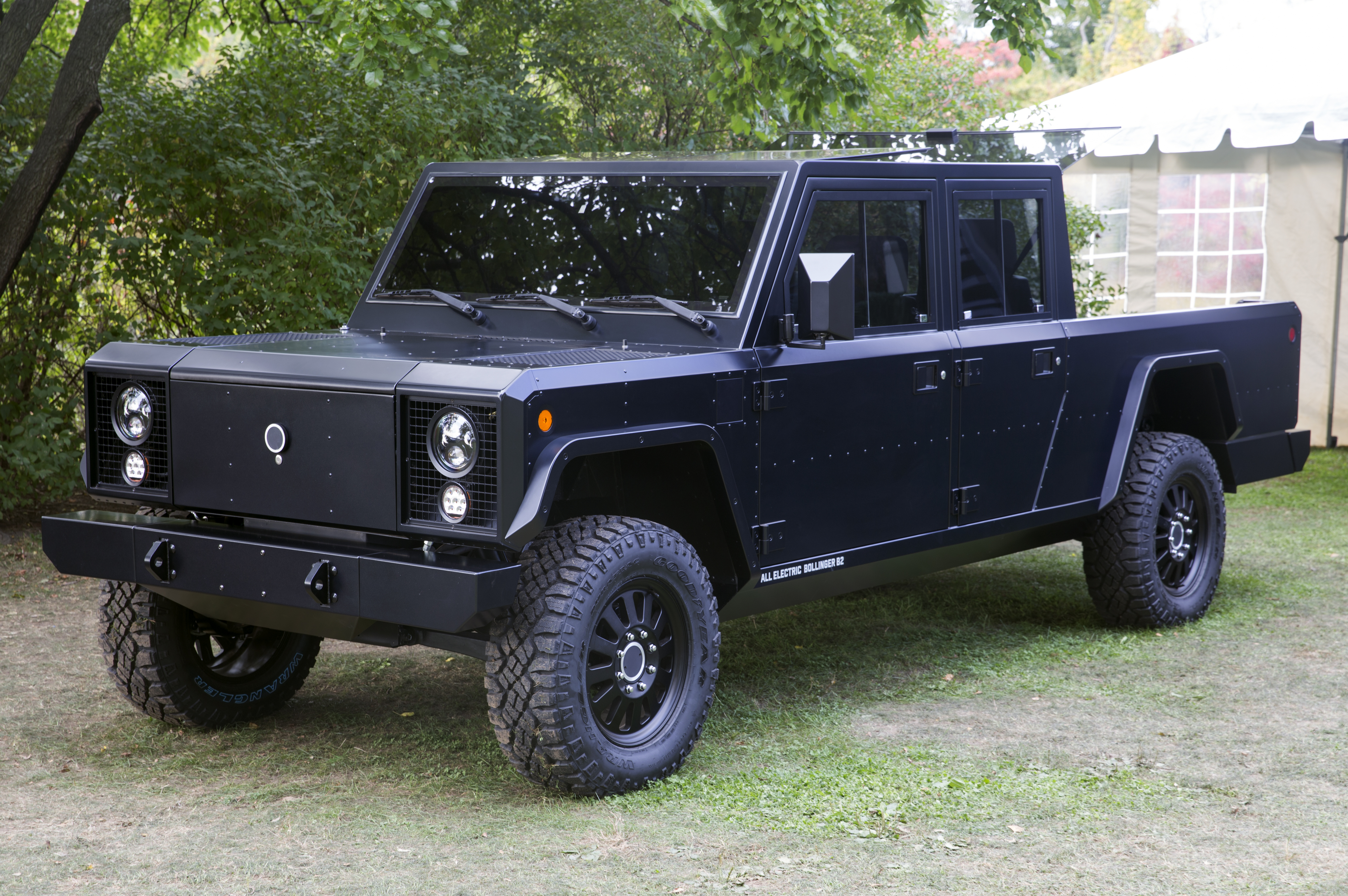
Bollinger B2

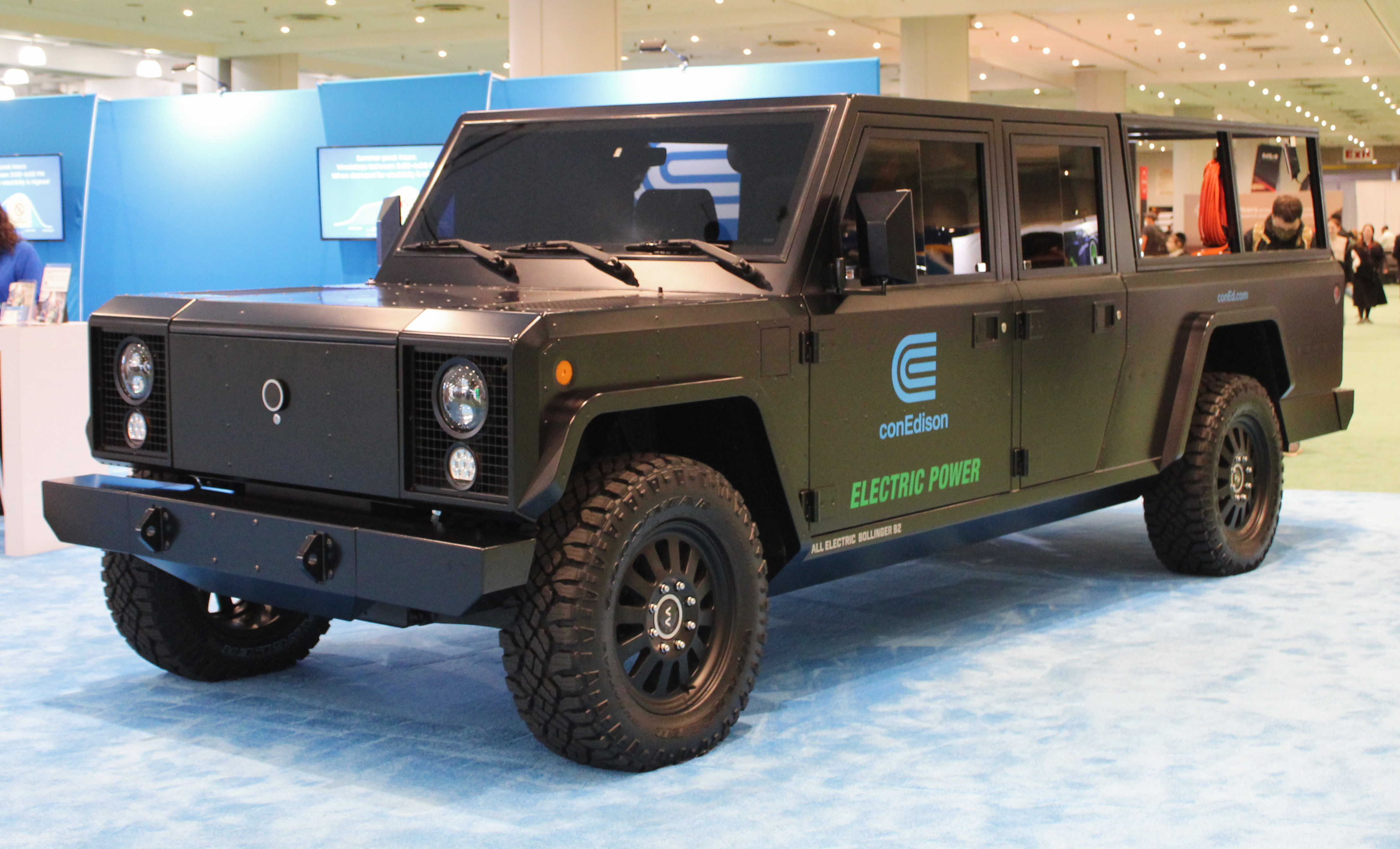
Bollinger B2 na NYIAS 2022

Bollinger Motors – amerykański producent elektrycznych samochodów terenowych z siedzibą w Oak Park działający od 2014 roku. 

## Historia
Przedsiębiorstwo motoryzacyjne Bollinger Motors zostało założone jako startup w 2014 roku w Nowym Jorku przez amerykańskiego przedsiębiorcę Roberta Bollingera, czerpiąc od jego nazwiska swoją nazwę. Celem, jaki obrano, było opracowanie pełnowymiarowego samochodu terenowego o napędzie elektrycznym.
Pierwszym wynikiem prac konstruktorów Bollingera był prototyp trzydzwiowego samochodu o nazwie B1, który przedstawiony został w czerwcu 2017 roku. Samochód utrzymany został w charakterystycznym, surowym wzornictwie wyróżniającym się kanciastym nadwoziem pokrytym matowym lakierem i możliwością demontażu tylnej części dachu. Rynkowy debiut modelu zaplanowano wówczas na 2019 rok. Do sierpnia 2017 roku udało się zebrać producentowi 6000 zamówień na Bollingera B1.
W marcu 2018 roku prezes startupu podjął decyzję o przeniesieniu siedziby z Nowego Jorku do Ferndale w stanie Michigan. Dwa lata po prezentacji prototypowego B1, we wrześniu Bollinger przedstawił swoje dwa pierwsze samochody w postaci gotowej do produkcji - seryjny wariant modelu B1 przeszedł kosmetyczne zmiany w wyglądzie zewnętrznym i stał się dłuższy za pomocą dodatkowej, tylnej pari drzwi oraz dużego, 4-drzwiowego pickup B2.

### Rozwój
W kwietniu 2020 roku Bollinger ogłosił, że seryjna produkcja i sprzedaż obu przedstawionych jesienią poprzedzającego roku modeli B1 i B1 rozpocznie się w 2021 roku. W sierpniu siedziba przedsiębiorstwa została przeniesiona z Ferndale do Oak Park w Michigan. W tym samym miesiącu Bollinger zapowiedział poszerzenie swojego portfolio także o w pełni elektryczny samochód dostawczy stanowiący odpowiedź na podobne rozwiązania konkurencyjnego BrightDrop czy Riviana w postaci prototypu Bollinger Deliver-E, który ma trafić do seryjnej produkcji w 2022 roku. W styczniu 2022 przedsiębiorstwo ogłisiło zawieszenie rozwoju modelu B1 i B2 na rzecz seryjngo wariantu dostawczego Deliver-E. Jednakże, we wrześniu 2022 większościowy pakiet akcji nabyło przedsiębiorstwo Mullen Technologies wyrażające intencję przywrócenia do rozwoju projektu elektrycznego SUV-a i pickupa. W tym samym miesiącu Bollinger przedstawił prototyp elektrycznej ciężarówki średnich rozmiarów o nazwie Bollinger B4.

## Modele samochodów

### Historyczne
- B1 (2020)
- B2 (2020)

### Prototypy
- Bollinger B1 Concept (2017)
- Bollinger Deliver-E (2020)
- Bollinger B4 (2022)